# Berracazán
Berracazán es un despoblado que actualmente forma parte del concejo de Délica, que está situado en el municipio de Amurrio, en la provincia de Álava, País Vasco (España).

## Toponimia
A lo largo de los siglos ha sido conocido con los nombres de Barracaran, Berracaran, Berrakaran, Berracazán  y Berrizaran.

## Historia
Documentado desde el siglo XIII, formaba parte del Obispado de Calahorra y del municipio de Arrastaria.
Así se describe a Berracaran en el tomo IV del Diccionario geográfico-estadístico-histórico de España y sus posesiones de Ultramar, obra impulsada por Pascual Madoz a mediados del siglo XIX:

Barrio en la provincia de Álava, partido judicial de Amurrio, ayuntamiento de Arrastaria, jurisdicción de Delica; tiene 4 casas y 4 vecinos, 21 almas.
Diccionario geográfico-estadístico-histórico de España y sus posesiones de Ultramar